# Miguel Faci Abad
Fue un Joyero y Fotógrafo aficionado aragonés, que fue uno de los primeros miembros de la Real Sociedad Fotográfica de Zaragoza.

## Biografía
Nació en 1876 en Monegrillo, aunque vivió parte de su vida en Zaragoza. Adquirió conocimientos de fotografía, junto a su hermano Gabriel Faci Abad, Aunque  Miguel, era joyero de profesión.
Frecuentaba París, ciudad a la que había enviado a su hijo para aprender las últimas novedades en joyería, estos viajes que le permitieron conocer las constantes innovaciones técnicas fotográficas. 
Se interesó por la fotografía en color y participa en salones de Zaragoza, de España y del extranjero.
Murió en Monegrillo en 1959.

## Obra
Sus fotografías son composiciones con el típico enfoque visual, resaltando la belleza del detalle o los matices más fotográficos, así como la espontaneidad de un momento específico, obteniendo unas perfectas composiciones sobre el tema seleccionado en un instante. Sus reportajes callejeros, por tanto, se centran en el arrabal zaragozano, eligiendo el tema a la perfección y con notable sobriedad. Sus instantáneas naturalistas son un verdadero documento que registra cualquier mínimo suceso. Además del arrabal zaragozano, se interesa por cualquier rincón de Zaragoza, junto con los temas pirenaicos y de la comarca de Zaragoza, buscando el tipismo y los rostros populares. Lo mismo puede afirmarse sobre su viaje a Marruecos a mediados de los años veinte. 
Muchas de sus fotografías las reinterpretaba en el laboratorio, realizando diferentes ensayos con los más recientes productos de revelado y positivado. Experimentos que también practica en los numerosos retratos familiares. Ensaya, pues, la calidad de los reveladores y papeles fotográficos y las placas autocromas.